# گویدو دلا رووره
گویدو دلا رووره (انگلیسی: Guido Della Rovere؛ زادهٔ ۴ ژوئن ۲۰۰۷) بازیکن فوتبال اهل ایتالیا است که در حال حاضر برای باشگاه فوتبال بایرن مونیخ ۲ بازی می‌کند.

## دوران باشگاهی

### کرمونزه
این جوان بااستعداد اولین بازی خود را برای کرمونزه در یک مسابقه مقابل باشگاه فوتبال فرالپیسالو در دومین دسته جوانان، پریماورا ۲، در تاریخ ۶ مه ۲۰۲۳ انجام داد. پس از عملکردهای خوب در تیم جوانان، دلا رووره در تاریخ ۱۰ مه ۲۰۲۴ در پیروزی ۳–۰ خانگی مقابل چیتادلا در هفته ۳۸ سری بی اولین بازی حرفه‌ای خود را انجام داد. او در دقیقه ۶۴ بازی به جای سزار فالتی وارد زمین شد.

### بایرن مونیخ
در تاریخ ۳ ژوئیه ۲۰۲۴، دلا رووره به آلمان منتقل شد و به باشگاه بوندس‌لیگایی بایرن مونیخ پیوست. او بلافاصله به تیم دوم، بایرن مونیخ II پیوست.
در تاریخ ۲ اوت ۲۰۲۴، او اولین بازی خود را برای بایرن مونیخ II در یک مسابقه خارج از خانه با نتیجه ۲–۱ مقابل باشگاه فوتبال نورنبرگ ۲ انجام داد و در دقیقه ۴۶ به عنوان بازیکن تعویضی وارد زمین شد.
در تاریخ ۲۵ اکتبر ۲۰۲۴، دلا رووره اولین گل خود را برای بایرن مونیخ II به ثمر رساند، زیرا او در پیروزی ۳–۰ خانگی در مسابقه رگیونالیگا بایرن مقابل شواین آگزبورگ به عنوان بازیکن اصلی بازی کرد و در دقیقه ۱۴ با گلش اولین گل را زد.

## دوران ملی
وی همچنین در تیم‌های ملی فوتبال زیر ۱۵ سال ایتالیا، زیر ۱۶ سال ایتالیا و زیر ۱۸ سال ایتالیا بازی کرده است.